# Montana (film 1950)
Montana – amerykański western z 1950 roku z Errolem Flynnem w roli głównej.
W 1952 roku Errol Flynn za rolę Morgana Lane’a był nominowany do nagrody Bambi.

## Obsada
- Errol Flynn jako Morgan Lane
- Alexis Smith jako Maria Singleton
- Douglas Kennedy jako Rodney „Rod” Ackroyd
- Ian MacDonald jako Slim Reeves
- Lester Matthews jako Forsythe
- James Brown jako Tex Coyone
- Charles Irwin jako MacKenzie
- Paul E. Burns jako Tecumseh Burke
- Tudor Owen jako Jock
- Lester Matthews jako George Forsythe

## Fabuła
Rok 1871. Do Montany przybywa australijski hodowca owiec Morgan Lane w poszukiwaniu nowych pastwisk. Udając handlarza jedzie do miasta, żeby dowiedzieć się jakie jest nastawienie hodowców bydła do owiec. Tam dowiaduje się, że głównymi przeciwnikami są: właścicielka dużego rancza Maria Singleton i jej narzeczony Rodney Ackroyd. Przeciwny hodowli owiec jest także Slim Reeves, który ukrywa prawdziwe powody niechęci wobec przybysza. Po utarczce ze Slimem zostaje zaproszony na obiad do Marii i Rodneya. Wkrótce zaprzyjaźnia się z Marią, która również nie pozostaje obojętna na jego urok. Rodney tymczasem wdaje się w romans z dziewczyną szeryfa. Kiedy w końcu Morgan przekonuje George'a Forsythe'a do wypasu owiec na swojej ziemi, która graniczy z jego pastwiskiem, zostaje zabity przez Slima. Szeryf ostrzega Morgana, że Maria i Rodney zamierzają przepędzić bydło na jego ziemię i przepłoszyć owce. Ich pomysł kończy się tragicznie, gdyż Rodney zostaje stratowany przez zwierzęta. Pomimo to Maria dalej walczy z Morganem, ale ostatecznie przechodzi na jego stronę. 

## Produkcja
Początkowo główną rolę w filmie miał zagrać Gary Cooper lub Ronald Reagan, a reżyserem miał być Vincent Sherman.
Zdjęcia rozpoczęły się pod koniec 1948 roku, chociaż rzekomo scenariusz był ukończony jedynie w połowie.